# Begovo Brdo Žumberačko
Begovo Brdo Žumberačko is een plaats in de gemeente Krašić in de Kroatische provincie Zagreb. De plaats telt 22 inwoners (2001).